# Ruth Kinna
Ruth Ellen Kinna (geboren im März 1961) ist eine britische Hochschullehrerin und Politikwissenschaftlerin mit den Forschungsschwerpunkten Ideengeschichte und Theorie des Anarchismus.

## Leben und Wirken
Kinna studierte Politik und Geschichtswissenschaft am Queen Mary College der University of London und erlangte hier ihren Bachelor. Am Nuffield College der University of Oxford promovierte sie 1995 zum Dr. Phil mit einer Arbeit über Kropotkin’s Theory of Mutual Aid in Historial Context. Im Jahr 1992 wechselte sie an das Department für „Politics, History and International Relations“ der Universität Loughborough. Einer 2000 erschienenen Abhandlung zu „William Morris: the Art of Socialism“ folgten weitere Aufsätze, die sich mit dem Werk des britischen Utopisten auseinandersetzen. Später publizierte sie weitere Beiträge zu Anarchismus und Utopie. Ein weiteres Forschungsfeld besteht in der Analyse von Gewalt und Terrorismus. Kinna beteiligt sich an der Koordination der „Anarchism Research Group“. Sie ist eine der Mitbegründerinnen des „Anarchist Studies Network“ und aktuell Herausgeberin des 1993 gegründeten Wissenschaftsjournals Anarchist Studies. Derzeit ist Kinna „Professor of Political Theory“ in Loughborough.

## Veröffentlichungen
- Ruth Kinna: anarchism a beginner’s guide, Oxford 2005 (Volltext online; PDF; 1,2 MB)
- Ruth Kinna: William Morris: the Art of Socialism, Cartiff 2000
- Aufsatz: Anarchism and the politics of utopia (pdf)
- Aufsatz: Anarchism, Protest and Utopianism (pdf)
- Aufsatz: Where to Now? Future Directions for Anarchist Research (pdf)